# Gibsoniothamnus allenii
Gibsoniothamnus allenii är en tvåhjärtbladig växtart som beskrevs av Alwyn Howard Gentry. Gibsoniothamnus allenii ingår i släktet Gibsoniothamnus och familjen Schlegeliaceae. Inga underarter finns listade i Catalogue of Life.